# Derolus pexus
Derolus pexus är en skalbaggsart som beskrevs av Hüdepohl 1998. Derolus pexus ingår i släktet Derolus och familjen långhorningar. Inga underarter finns listade i Catalogue of Life.